# متغیر تصادفی
در آمار و احتمال، متغیر تصادفی (یا ورتندهٔ کاتوره‌ای) متغیری است که مقدار آن از اندازه‌گیری برخی از انواع فرایندهای کاتوره‌ای بدست می‌آید. به‌طور رسمی‌تر، ورتنده کاتوره‌ای تابعی است از فضای نمونه به اعداد حقیقی. به‌طور مستقیم ورتنده کاتوره‌ای توصیف عددی خروجی یک آزمایش است (مثل برآمدهای ممکن از پرتاب دو تاس (۱و۱) و (۱و۲) و غیره).

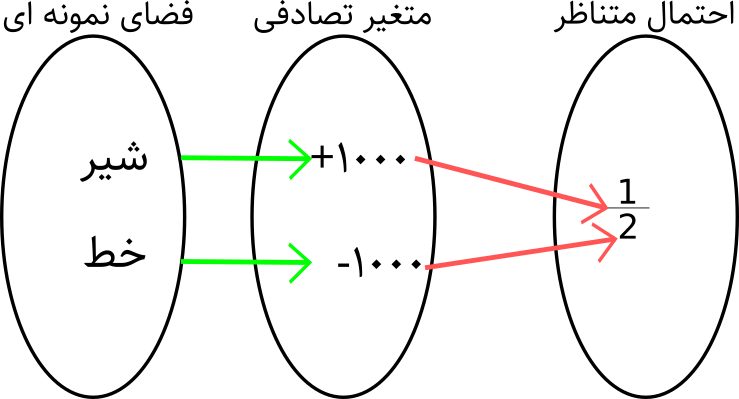
ورتنده کاتوره‌ای تابعی‌است که فضای نمونه‌ای را به مقادیر اعداد حقیقی مرتبط می‌کند.

ورتنده های کاتوره‌ای به دو نوع گسسته (ورتنده کاتوره‌ای که ممکن است تعداد محدود یا توالی نامحدودی از مقادیر را بگیرد) و پیوسته (متغیری که ممکن است هر مقدار عددی در یک یا چند بازه را بگیرد) طبقه‌بندی می‌شوند. مقادیر ممکن یک ورتنده کاتوره‌ای می‌تواند نشان‌دهندهٔ برآمدهای آزمایشی که هنوز انجام نشده یا مقادیر بالقوهٔ یک کمیت که مقدارهای موجود آن نامطمئن هستند (مثلاً در نتیجه اطلاعات ناقص یا اندازه‌گیری نادقیق) باشد. یک ورتنده کاتوره‌ای می‌تواند به عنوان یک کمیت که مقدارش ثابت نیست و مقادیر مختلفی را می‌تواند بگیرد در نظر گرفته شود و توزیع احتمال برای توصیف احتمال اتفاق افتادن آن مقادیر استفاده می‌شود.
متغیرهای کاتوره‌ای معمولاً با اعداد حقیقی مقداردهی می‌شوند؛ ولی می‌توان انواع دلخواهی مانند مقدارهای بولی، اعداد مختلط، بردارها، ماتریس‌ها، دنباله‌ها، درخت‌ها، مجموعه‌ها، شکل‌ها، منیفلدها، توابع و فرایندها را در نظر گرفت. عبارت المان کاتوره‌ای همه این نوع مفاهیم را دربرمی‌گیرد.
متغیرهای کاتوره‌ای که با اعداد حقیقی مقداردهی می‌شوند، در علوم برای پیش‌بینی براساس داده‌های بدست آمده از آزمایش‌های علمی استفاده می‌شوند. علاوه بر کاربردهای علمی، متغیرهای کاتوره‌ای برای آنالیز بازی‌های قمار و پدیده‌های کاتوره ای به وجود آمدند. در چنین مواردی تابعی که خروجی را به یک عدد حقیقی می‌نگارد معمولاً یک تابع همانی یا به‌طور مشابه یک تابع بدیهی است و به‌طور صریح توصیف نشده‌است. با این وجود در بسیاری از موارد بهتر است ورتنده کاتوره‌ای را به صورت توابعی از سایر متغیرهای کاتوره‌ای در نظر بگیریم که دراینصورت تابع نگاشت استفاده شده در تعریف یک ورتنده کاتوره‌ای مهم می‌شود. به عنوان مثال، توان دو یک ورتنده کاتوره‌ای با توزیع استاندارد (نرمال) خود یک ورتنده کاتوره‌ای با توزیع کی دو است. شهود این مطلب بدین صورت است که تصور کنید اعداد کاتوره‌ای بسیاری با توزیع نرمال تولید کرده و هرکدام را به توان دو برسانیم و سپس هیستوگرام داده‌های بدست آمده را بکشیم در اینصورت اگر داده‌ها به تعداد کافی باشند، نمودار هیستوگرام تابع چگالی توزیع کی دو را با یک درجه آزادی تقریب خواهد زد.

## نام‌های دیگر
در برخی از کتاب‌های قدیمی‌تر به جای «ورتنده کاتوره‌ای» اصطلاح‌های «ورتنده شانسی» و «ورتنده استوکاستیکی» هم به کار رفته‌است.

## انواع
- ورتنده کاتوره‌ای گسسته

انواع ورتنده کاتوره‌ای گسسته: ۱. برنولی ۲. دو جمله‌ای ۳. دو جمله‌ای منفی ۴. پواسون ۵. هندسی ۶. فوق هندسی ۷. زتا
- ورتنده کاتوره‌ای پیوسته

انواع ورتنده کاتوره‌ای پیوسته:۱. تکنواخت ۲. نمایی ۳. نرمال ۴. گاما ۵. بتا ۶. کشی 7. t استیودنت
با توجه به وضع شمارایی فضای نمونه‌ای S، ورتندهمی‌تواند گسسته یا پیوسته باشد. اگر S متناهی یا نامتناهی شمارا باشد ورتنده کاتوره ای X گسسته و اگر ناشمارا باشد X پیوسته خواهد بود.
یک توزیع همچنین می‌تواند از نوع مختلط (mixed) باشد به این صورت که بخشی از آن مقادیر خاصی را بگیرد و بخش دیگر آن مقادیر روی یک بازه را بگیرد.
/* انواع */
ورتنده کاتوره‌ای گسسته:
{ برنولی، دوجمله‌ای، پوآسن، هندسی، دو جمله‌ای منفی، فوق هندسی، زتا (زیپ اف) }
ورتنده کاتوره‌ای پیوسته:
{ یکنواخت، نرمال، نمایی، گاما، وایبل، کُشـِی، بتا، tاستیودِنت، خِی۲(کای اسکُوِر) , f(فیشر) }
متغیرهای کاتوره‌ای گسسته:
ورتنده کاتوره‌ای برنولی:
یک برد وباخت ساده است؛ که مربوط به یک آزمایش برد و باخت ساده است و فقط مقادیر ۰٬۱ را می‌پذیرد.
احتمال موفقیت را با p و احتمال شکست را با q نشان می‌دهند.
مثال: در یک سکهٔ سالم احتمال ظاهر شدن شیر ۲برار احتمال ظاهر شدن خط است اگر xتعداد شیرهای ظاهر شده در یکبار پرتاب سکه باشد جدول احتمال
xرا تشکیل دهید.
ورتنده کاتوره‌ای دوجمله‌ای:
از تکرار آزمایش برنولی تعداد nبار ورتنده کاتوره‌ای دو جمله‌ای حاصل می‌شود.
مثال: یک سکه سالم ۳بار پرتاب می‌شود (یا ۳سکه پرتاب می‌شود) اگر xتعداد شیرهای ظاهر شده باشد مجموع مقادیر x عبارت است از: {۰٬۱٬۲٬۳}=(p(x
ورتنده کاتوره‌ای هندسی (ورتندههندسی):
اگر یک آزمایش برنولی آنقدر تکرار شود تا اولین موفقیت ظاهر شود تعداد دفعات تکرار آزمایش را ورتنده کاتوره‌ای است که ورتنده کاتوره‌ای هندسی نامیده می‌شود.
مثال: یک سکه سالم آنقدر پرتاب می‌شود تا اولین شیر ظاهر شود احتمال آزمایش پس از ۱۰دفعه پرتاب تا زمانی که متوقف شود.
ورتنده کاتوره‌ای دو جمله‌ای منفی:
اگر یک آزمایش برنولی آنقدر تکرار شود تا kاُمین موفقیت ظاهر شود آنگاه تعداد دفعات تکرار آزمایش یک ورتنده کاتوره‌ای است، که ورتنده کاتوره‌ای دوجمله‌ای منفی نامیده می‌شود.
مثال: یک سکهٔ سالم آنقدر پرتاب می‌شود که (سومین) شیر ظاهر شود، احتمال متوقف شدن آزمایش در پرتاب هشتم.
ورتنده کاتوره‌ای فوق هندسی:
اگر در جامعه‌ای به حجم K ,N نفر دارای یک ویژگی بخصوص باشند و از این جامعه یک نمونه به حجم n انتخاب کنیم در صورتی که تعداد اعضای نمونه که دارای آن ویژگی هستند را با x نشان دهیم آنگاه x یک ورتنده کاتوره‌ای است که ورتنده کاتوره‌ای فوق هندسی نامیده می‌شود.
مثال: ۲۵٪ پنالتی‌های یک بازیکن بسکتبال وارد سبد نمی‌شود احتمال اولین پنالتی داخل سبد پس از ۶پرتاب.
ورتنده کاتوره‌ای پواسون:
تعداد آزمایش‌های کاتوره‌ای که در یک محدوده مشخص رخ می‌دهد ورتنده کاتوره‌ای پواسون نامیده می‌شود.
مثال: تعداد پست‌های خالی که (در طول یک سال) در دیوان عالی ایجاد می‌شود.

## چند مثال

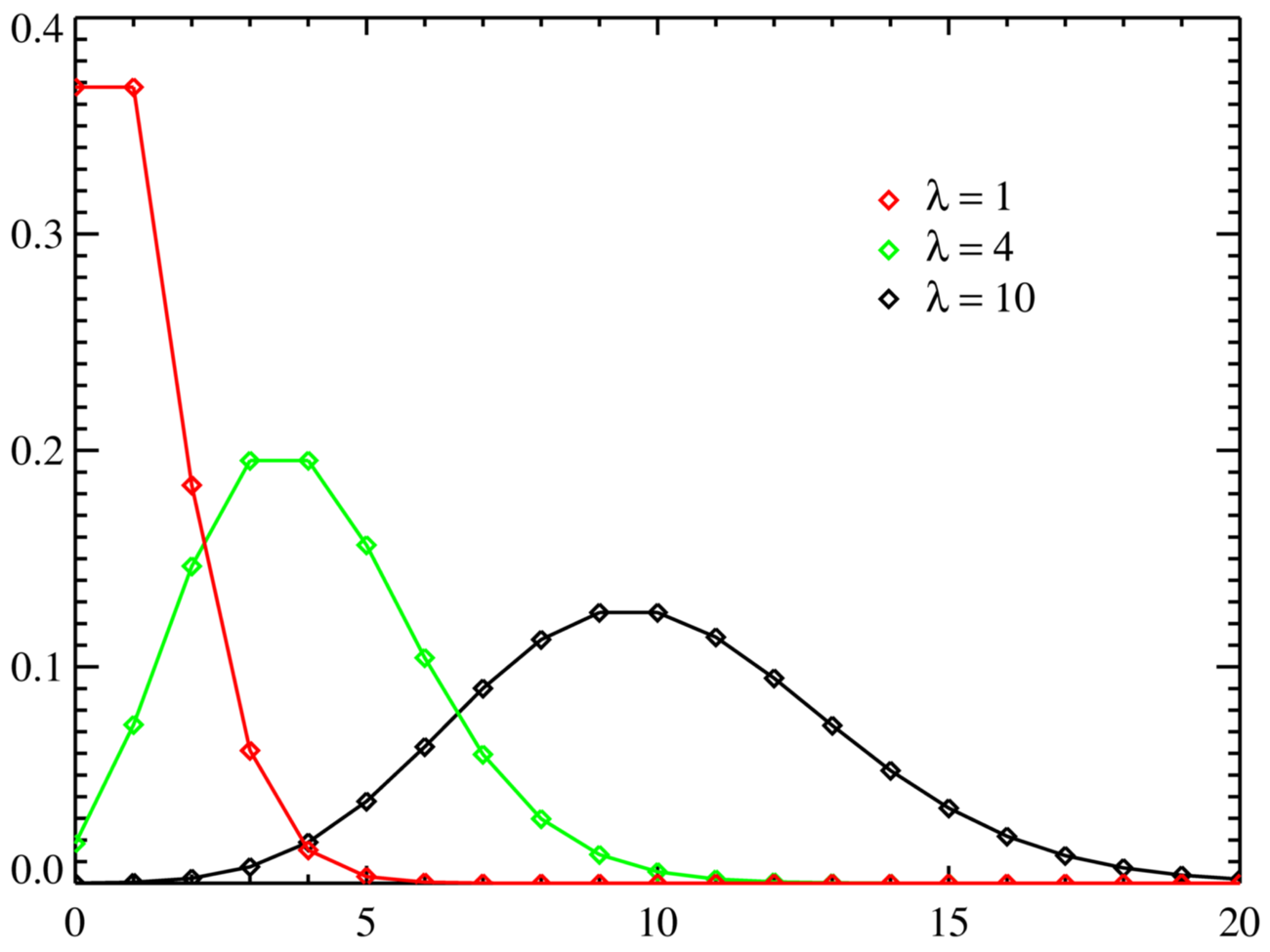
مرتبط

نتایج ممکن برای آزمایش پرتاب سکه شیر و خط است پس { شیر، خط }={\displaystyle \Omega }
می‌توانیم ورتنده کاتوره ای {\displaystyle Y} را به صورت زیر تعریف کنیم
{\displaystyle Y(\omega )={\begin{cases}1,&{\text{if}}\ \ \omega ={\text{heads}},\\0,&{\text{if}}\ \ \omega ={\text{tails}}.\end{cases}}}
اگر فرض کنیم که احتمال شیر یا خط آمدن یکسان و برابر {\displaystyle 0.5} است آنگاه تابع جرمی احتمال (pmf) به صورت زیر است.
{\displaystyle \rho _{Y}(y)={\begin{cases}{\frac {1}{2}},&{\text{if }}y=1,\\{\frac {1}{2}},&{\text{if }}y=0.\end{cases}}}
برای توصیف نتیجه یک پرتاب تاس نیز می‌توان از ورتنده کاتوره‌ای استفاده کرد فضای حالت را به شکل مجموعه {۱، ۲، ۳، ۴، ۵، ۶}={\displaystyle \Omega } زیر در نظر می‌گیریم
اگر ورتنده کاتوره‌ای X را مساوی با نتیجه تاس تعریف کنیم آنگاه:
{\displaystyle X(\omega )={\begin{cases}1,&{\text{if a 1 is rolled}},\\2,&{\text{if a 2 is rolled}},\\3,&{\text{if a 3 is rolled}},\\4,&{\text{if a 4 is rolled}},\\5,&{\text{if a 5 is rolled}},\\6,&{\text{if a 6 is rolled}}.\end{cases}}}
و pmf این ورتنده به صورت زیر خواهد بود.
{\displaystyle \rho _{X}(x)={\begin{cases}{\frac {1}{6}},&{\text{if }}x=1,2,3,4,5,6,\\0,&{\text{otherwise}}.\end{cases}}}
به عنوان یک مثال برای حالت پیوسته یک دیسک گردان که با چرخش خود می‌تواند جهتی را در افق مشخص کند در نظر بگیرید می‌توانیم جهت را با شمال و شمال شرق و … نشان دهیم اما متداول‌تر است که جهات را به اعداد حقیقی نسبت دهیم. برای این کار فرض می‌کنیم که نتیجه آزمایش را با زاویه‌ای که با سمت شمال می‌سازد توصیف کنیم در این صورت ورتنده کاتوره‌ای می‌تواند مقادیر بازه (۰٬۳۶۰] را بگیرد. در این حالت اگر X را به عنوان ورتنده کاتوره‌ای برابر با زاویه با شمال قرار دهیم احتمال وقوع هر X حقیقی برابر ۰ خواهد بود
اما احتمال انتخاب شدن یک بازه مقداری بزرگتر از صفر خواهد بود برای مثال احتمال این که X در بازه [۰٬۱۸۰] قرار داشته باشد برابر ۰٫۵ است.
در این حالت به جای استفاده از تابع جرمی احتمال از تابع چگالی احتمال استفاده می‌کنیم و می‌گوییم که چگالی احتمال X برابر ۱/۳۶۰ است و احتمال قرار گرفتن X در بازه‌ای به طول L برابر L/۳۶۰ است در حالت کلی برای حساب کردن احتمال قرار گرفتن X در یک بازه باید از تابع چگالی احتمال روی آن بازه انتگرال بگیریم.
یک مثال برای حالت مختلط این است که سکه را پرتاب کنیم و در صورت این که نتیجه شیر بود دیسک را بچرخانیم اگر نتیجه خط بود X=-۱ و اگر شیر بود X برابر با زاویه با شمال است در این صورت
احتمال X=-۱ برابر ۰٫۵ خواهد بود و احتمال حالت پیوسته را نیز با توجه به مثال قبل می‌توان حساب کرد (چگالی احتمال برابر ۱/۷۲۰ است).

## تابع توزیع تجمعی
تابع توزیع تجمعی ورتنده کاتوره‌ای X به شکل زیر تعریف می‌شود.
{\displaystyle F_{X}(x)=\operatorname {P} (X\leq x)}
به عبارتی این تابع احتمال این که نتیجه از عددی خاص کوچکتر باشد را به ما می‌دهد. برخی از خواص این تابع در زیر آمده‌است.
۱-تابع {\displaystyle F_{X}(x)} تابعی غیر نزولی است.
۲- {\displaystyle F_{X}(\infty )=1}
{\displaystyle lim_{x\to \infty }F_{X}(x)=} (حد در بی‌نهایت)
۳- {\displaystyle F_{X}(-\infty )=0}
{\displaystyle lim_{x\to -\infty }F_{X}(x)=}

## تابع یک ورتنده کاتوره‌ای
اگر X یک ورتنده کاتوره‌ای روی {\displaystyle \Omega \,\!} باشد و {\displaystyle g:\mathbb {R} \rightarrow \mathbb {R} } باشد آنگاه
{\displaystyle Y=g(X)\,\!} نیز یک ورتنده کاتوره‌ای روی {\displaystyle \Omega \,\!} خواهد بود.
تابع توزیع تجمعی {\displaystyle Y} از رابطه زیر تبعیت می‌کند
{\displaystyle F_{Y}(y)=\operatorname {P} (g(X)\leq y).}
اگر g معکوس پذیر باشد یعنی
g−۱
وچود داشته باشد و با فرض صعودی بودن g می‌توان به رابطه زیر رسید.
{\displaystyle F_{Y}(y)=\operatorname {P} (g(X)\leq y)=\operatorname {P} (X\leq g^{-1}(y))=F_{X}(g^{-1}(y))}
با فرض معکوس‌پذیری و مشتق‌پذیری می‌توان با مشتق گرفتن از دو طرف رابطه بالا نسبت به y رابطه‌ای بین دو تابع چگالی احتمال نیز پیدا کرد که به شکل زیر است.
{\displaystyle f_{Y}(y)=f_{X}(g^{-1}(y))\left|{\frac {dg^{-1}(y)}{dy}}\right|}.
اکر رابطه معگوس‌پذیری برقرار نباشد اما تعداد ریشه‌های g برای هر مقدار y تعداد شمارایی باشد (یعنی تعداد محدود یا شمارا نامحدودی ریشه برای (y = g(xi داشته باشیم)
رابطه بین دو تابع چگالی احتمال به صورت زیر در می‌آید.
{\displaystyle f_{Y}(y)=\sum _{i}f_{X}(g_{i}^{-1}(y))\left|{\frac {dg_{i}^{-1}(y)}{dy}}\right|}
که
(xi = gi-۱(y.

### مثال۱
فرض کنید که X یک ورتنده کاتوره‌ای پیوسته و حقیقی مقدار باشد و Y = X۲.
{\displaystyle F_{Y}(y)=\operatorname {P} (X^{2}\leq y).}
اگر y <۰ آنگاه
P(X ۲ ≤ y) = ۰،
پس
{\displaystyle F_{Y}(y)=0\qquad {\hbox{if}}\quad y<0.}
اگر y ≥ ۰ آنگاه:
{\displaystyle \operatorname {P} (X^{2}\leq y)=\operatorname {P} (|X|\leq {\sqrt {y}})=\operatorname {P} (-{\sqrt {y}}\leq X\leq {\sqrt {y}}),}
پس
{\displaystyle F_{Y}(y)=F_{X}({\sqrt {y}})-F_{X}(-{\sqrt {y}})\qquad {\hbox{if}}\quad y\geq 0.}

### مثال ۲
فرض کنید X یک ورتنده کاتوره‌ای با CDF زیر باشد که {\displaystyle \theta } یک مقدار ثابت و بزرگتر از صفر است.
{\displaystyle F_{X}(x)=P(X\leq x)={\frac {1}{(1+e^{-x})^{\theta }}}}
و تابع y با ضابطه {\displaystyle \scriptstyle Y=\mathrm {log} (1+e^{-X}).} داده شده‌است.
داریم:
{\displaystyle F_{Y}(y)=P(Y\leq y)=P(\mathrm {log} (1+e^{-X})\leq y)=P(X>-\mathrm {log} (e^{y}-1)).\,}
عبارت بالا برحسب تابع توزیع تجمعی X قابل محاسبه است بنابراین
{\displaystyle F_{Y}(y)=1-F_{X}(-\mathrm {log} (e^{y}-1))\,}
{\displaystyle =1-{\frac {1}{(1+e^{\mathrm {log} (e^{y}-1)})^{\theta }}}}
{\displaystyle =1-{\frac {1}{(1+e^{y}-1)^{\theta }}}}
{\displaystyle =1-e^{-y\theta }.\,}
(منظور از log لگاریتم طبیعی (Ln) است)

## تساوی دو ورتنده کاتوره‌ای
تعابیر مختلفی برای تساوی دو ورتنده کاتوره‌ای وجود دارد. دو ورتنده می‌توانند مساوی باشند یا در توزیع مساوی باشند (equal in distribution) یا تقریباً همه جا برابر (almost surely equality) باشند.

### تساوی در توزیع
اگر دو تابع X و Y تابع توزیع یکسانی داشته باشند می‌گوییم در توزیع مساوی هستند
{\displaystyle \operatorname {P} (X\leq x)=\operatorname {P} (Y\leq x)\quad {\hbox{for all}}\quad x.}
دو توزیع که تابع مولد گشتاور یکسانی دارند در توزیع مساوی هستند.

### تقریباً همه جا برابر یاقریب به یقینبرابر
این تساوی در صورتی برقرار است که احتمال تفاوت X و Y صفر باشد.
{\displaystyle \operatorname {P} (X\neq Y)=0.}

### تساوی
دو ورتنده کاتوره ای X و Y مساوی هستند اگر به عنوان تابع روی فضای نمونه یکسان باشند
{\displaystyle X(\omega )=Y(\omega )\qquad {\hbox{for all }}\omega .}